# Branchipus
Genre
Branchipus est un genre de crustacés (groupe des crabes et crevettes) branchiopodes (ils possèdent des pattes-branchies) vivant dans les eaux douces, de la famille des Branchipodidae.
Une espèce est relativement commune en France continentale : Branchipus schaefferi.

## Liste d'espèces
Selon ITIS (28 avril 2010) :
- Branchipus blanchardi  Daday, 1908
- Branchipus cortesi  Alonso & Jaume, 1991
- Branchipus intermedius  Orghidan, 1947
- Branchipus laevicornis  Daday, 1912
- Branchipus pasai  Cottarelli, 1969
- Branchipus schaefferi  Fischer, 1834

Selon NCBI (2 décembre 2021) :
- Branchipus cortesi
- Branchipus schaefferi
- Branchipus visnyai